# MTV Europe Music Award para Melhor Artista Masculino
O MTV Europe Music Awards para Melhor Artista Masculino foi uma categoria do MTV Europe Music Awards, tendo sido criada na primeira edição do evento, em 1994. Em 2007, o prêmio foi substituído pelo de Melhor Artista Solo, tendo retornado em 2009. 
O prémio foi atribuído pela última vez em 2016, passando a existir depois a categoria de Melhor Artista, em que são nomeados artistas de todos os sexos ou géneros. Justin Bieber foi quem venceu o prémio mais vezes, mais especificamente seis, tendo sido galardoado anualmente de 2010 a 2015 (de todas as vezes que foi indicado, só não venceu em 2016). Segue-se ao cantor canadense o inglês Robbie Williams, que ganhou o prêmio três vezes.

## Década de 1990

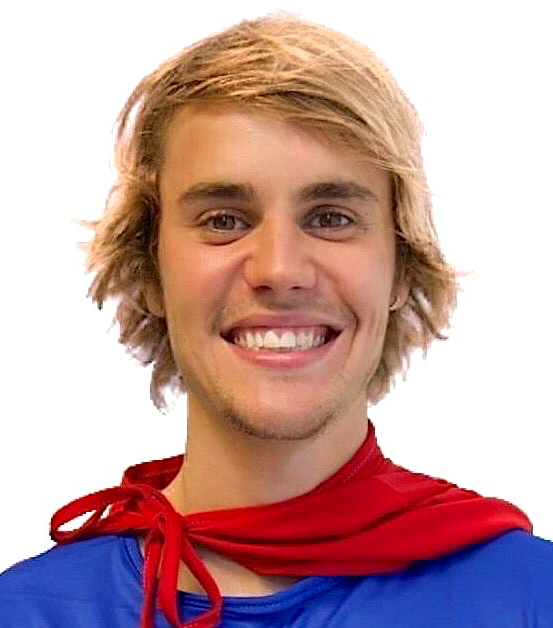
Justin Bieber é o maior vencedor desta categoria, tendo sido o galardoado em seis edições consecutivas

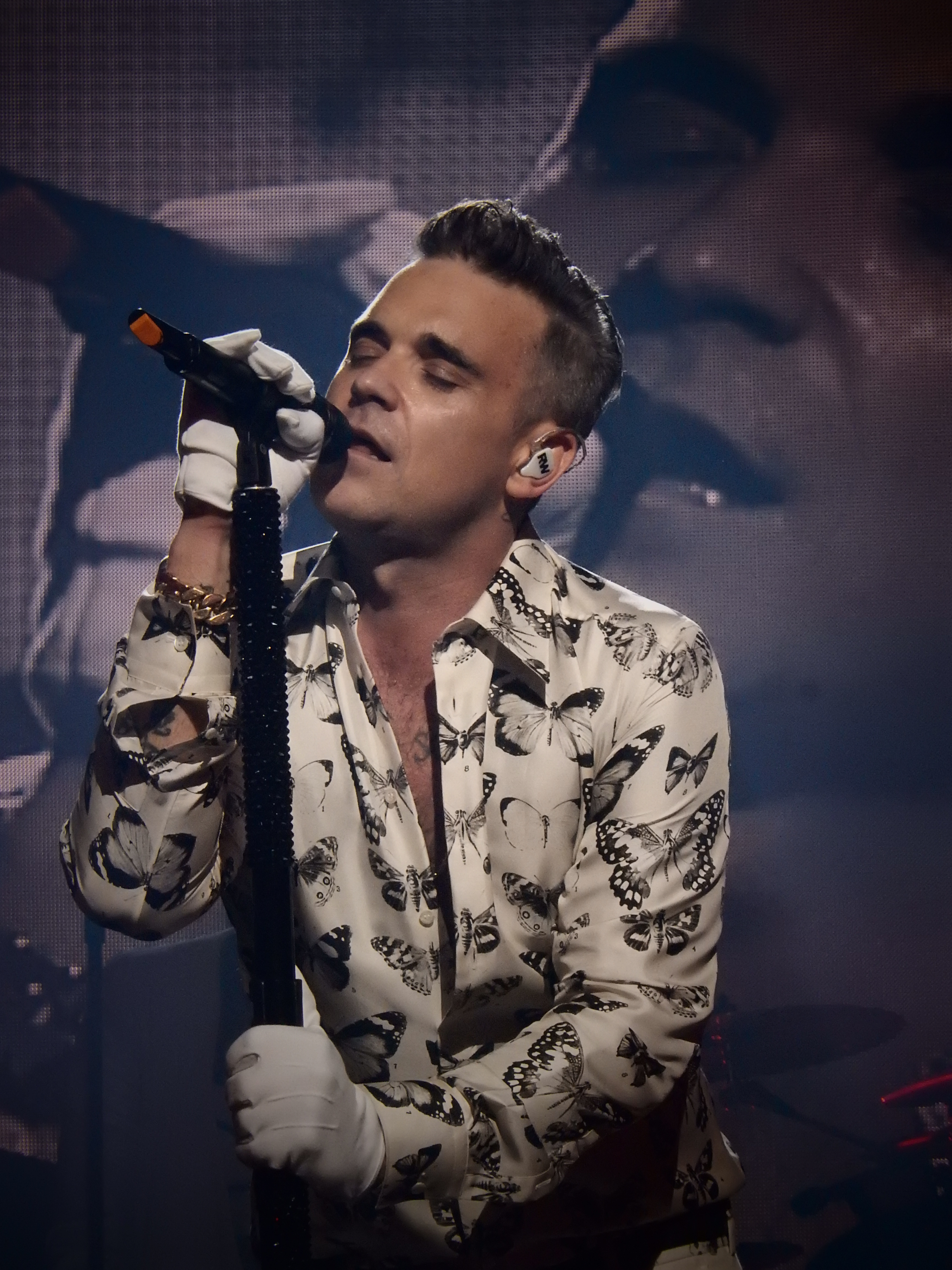
Robbie Williams foi indicado em todas as dez edições do prêmio entre 1998 e 2009. Foi também o artista que mais indicações consecutivas recebeu, e venceu o mesmo três vezes

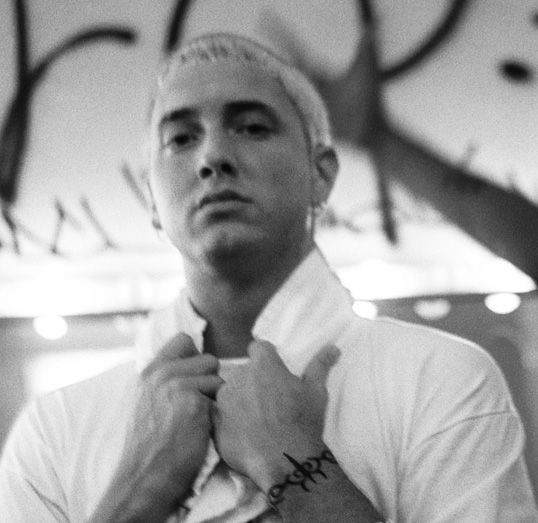
Eminem foi indicado dez vezes, tendo vencido o prêmio em 2002 e 2009

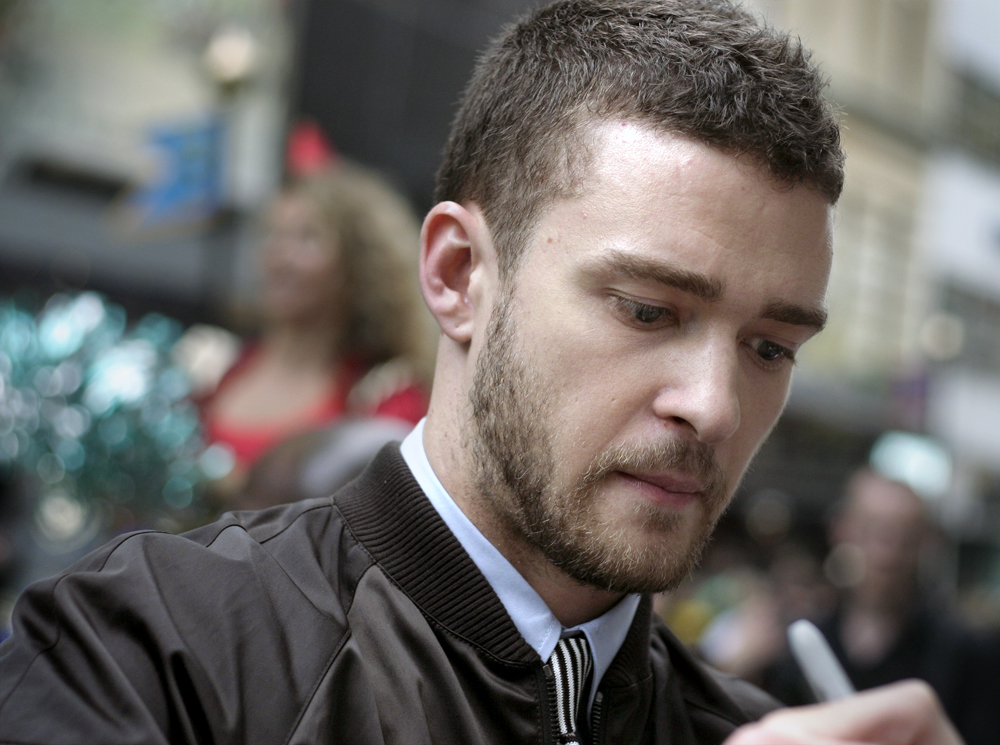
Das cinco vezes que foi indicado, Justin Timberlake recebeu o prêmio duas vezes

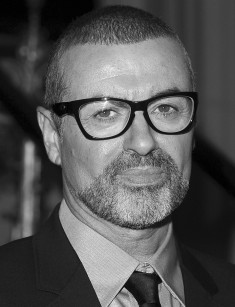
George Michael (na foto) e Robbie Williams foram os únicos europeus a receber o prêmio. Michael foi indicado três vezes

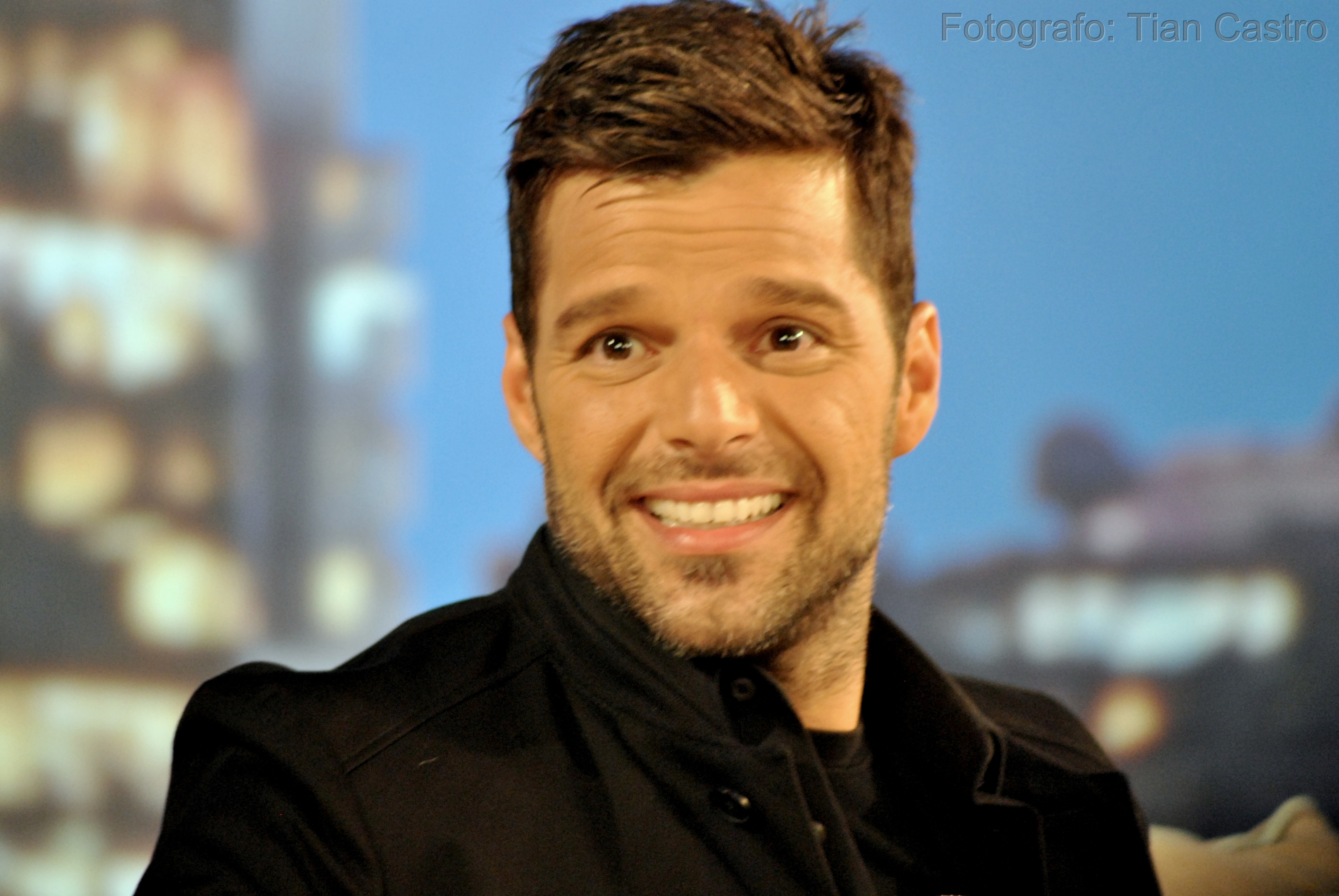
Ricky Martin foi indicado em três edições e venceu o prêmio uma vez, o que faz dele o único vencedor latino-americano desta categoria

| Ano  | Vencedor        | Nomeados            |
| ---- | --------------- | ------------------- |
| 1994 | Bryan Adams     | - Bruce Springsteen |
| 1995 | Michael Jackson | - Neil Young        |
| 1996 | George Michael  | - Eros Ramazzotti   |
| 1997 | Jon Bon Jovi    | - George Michael    |
| 1998 | Robbie Williams | - Will Smith        |
| 1999 | Will Smith      | - Robbie Williams   |

## Década de 2000
| Ano  | Vencedor          | Nomeados          |
| ---- | ----------------- | ----------------- |
| 2000 | Ricky Martin      | - Robbie Williams |
| 2001 | Robbie Williams   | - Shaggy          |
| 2002 | Eminem            | - Robbie Williams |
| 2003 | Justin Timberlake | - Robbie Williams |
| 2004 | Usher             | - Robbie Williams |
| 2005 | Robbie Williams   | - Snoop Dogg      |
| 2006 | Justin Timberlake | - Robbie Williams |
| 2009 | Eminem            | - Robbie Williams |

## Década de 2010
| Ano  | Vencedor      | Nomeados                                                      |
| ---- | ------------- | ------------------------------------------------------------- |
| 2010 | Justin Bieber | - Eminem - Enrique Iglesias - Usher - Kanye West              |
| 2011 | Justin Bieber | - Bruno Mars - David Guetta - Eminem - Kanye West             |
| 2012 | Justin Bieber | - Flo Rida - Jay-Z - Kanye West - Pitbull                     |
| 2013 | Justin Bieber | - Bruno Mars - Eminem - Jay-Z - Justin Timberlake             |
| 2014 | Justin Bieber | - Ed Sheeran - Eminem - Justin Timberlake - Pharrell Williams |
| 2015 | Justin Bieber | - Ed Sheeran - Jason Derulo - Kanye West - Pharrell Williams  |
| 2016 | Shawn Mendes  | - Calvin Harris - Drake - Justin Bieber - The Weeknd          |